# Neopisosoma angustifrons
Neopisosoma angustifrons is een tienpotigensoort uit de familie van de Porcellanidae. De wetenschappelijke naam van de soort is voor het eerst geldig gepubliceerd in 1901 door Benedict.